# 桑名川駅
桑名川駅（くわながわえき）は、長野県飯山市大字照岡にある、東日本旅客鉄道（JR東日本）飯山線の駅である。

## 歴史
- 1923年（大正12年）7月6日：飯山鉄道の駅として開業[1]。
- 1944年（昭和19年）6月1日：買収により、運輸通信省（のちの日本国有鉄道）飯山線の駅となる[3]。
- 1970年（昭和45年）10月1日：貨物の取り扱いを廃止[3]。
- 1981年（昭和56年）6月：業務委託駅となる[4]。
- 1983年（昭和58年）7月：直営駅（ただし、駅長を置かない特定駅）になる[4]。
- 1984年（昭和59年）2月1日：荷物の扱いを廃止[3]。
- 1987年（昭和62年）4月1日：国鉄分割民営化により、東日本旅客鉄道の駅となる[3]。
- 1995年（平成7年）3月15日：無人化[5]。
- 2009年（平成21年）11月：駅舎を改築[1]。

## 駅構造
島式ホーム1面2線および留置線を持つ地上駅である。保線の拠点であり、作業員の休憩所を兼ねるため、駅舎はやや大きめのものとなっている。駅舎からホームへは構内踏切を利用する。西大滝ダム建設時に当駅から建設現場まで引き込み線が設置されていたため、駅構内は広い。
飯山駅管理の無人駅である。CTC化されるまで終日に渡って駅員が常駐していた。現在は冬期に限り駅員が配置されるが、窓口業務などは行わず、駅構内の除雪作業や異常時対応のみ行う。
1982年（昭和57年）までは近隣に七巻スキー場が存在し、冬季はスキーヤーで賑わっていた。そのため、冬季は急行「野沢」号が当駅に臨時停車したり、長野駅などから当駅までの臨時列車が運行されていた時期もあった。

### のりば
| ホーム | 路線    | 方向 | 行先                   |
| ------ | ------- | ---- | ---------------------- |
| 駅舎側 | ■飯山線 | 下り | 戸狩野沢温泉・長野方面 |
| 反対側 | ■飯山線 | 上り | 十日町・越後川口方面   |

※案内上ののりば番号は設定されていない。

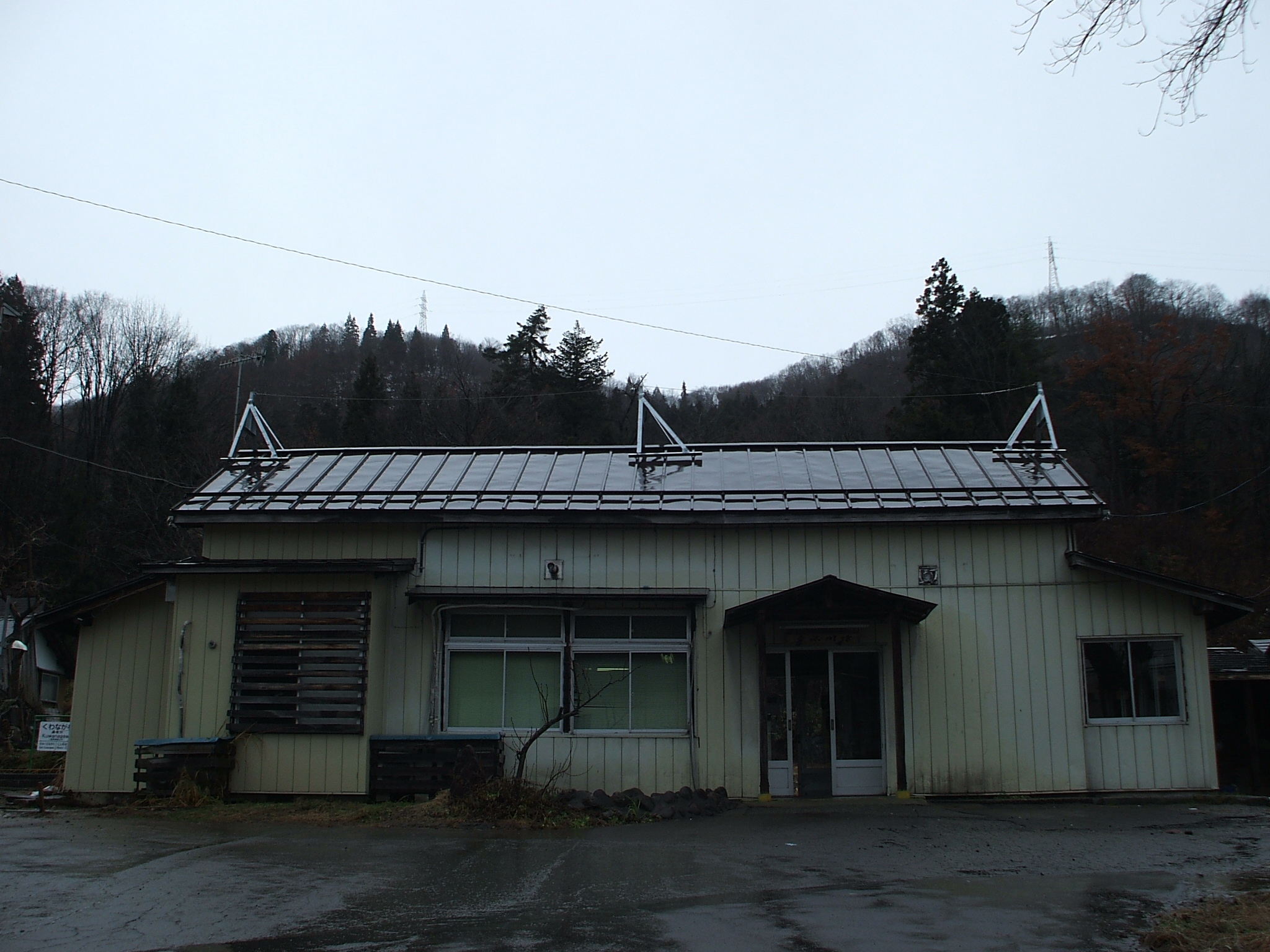
旧駅舎（2006年12月）
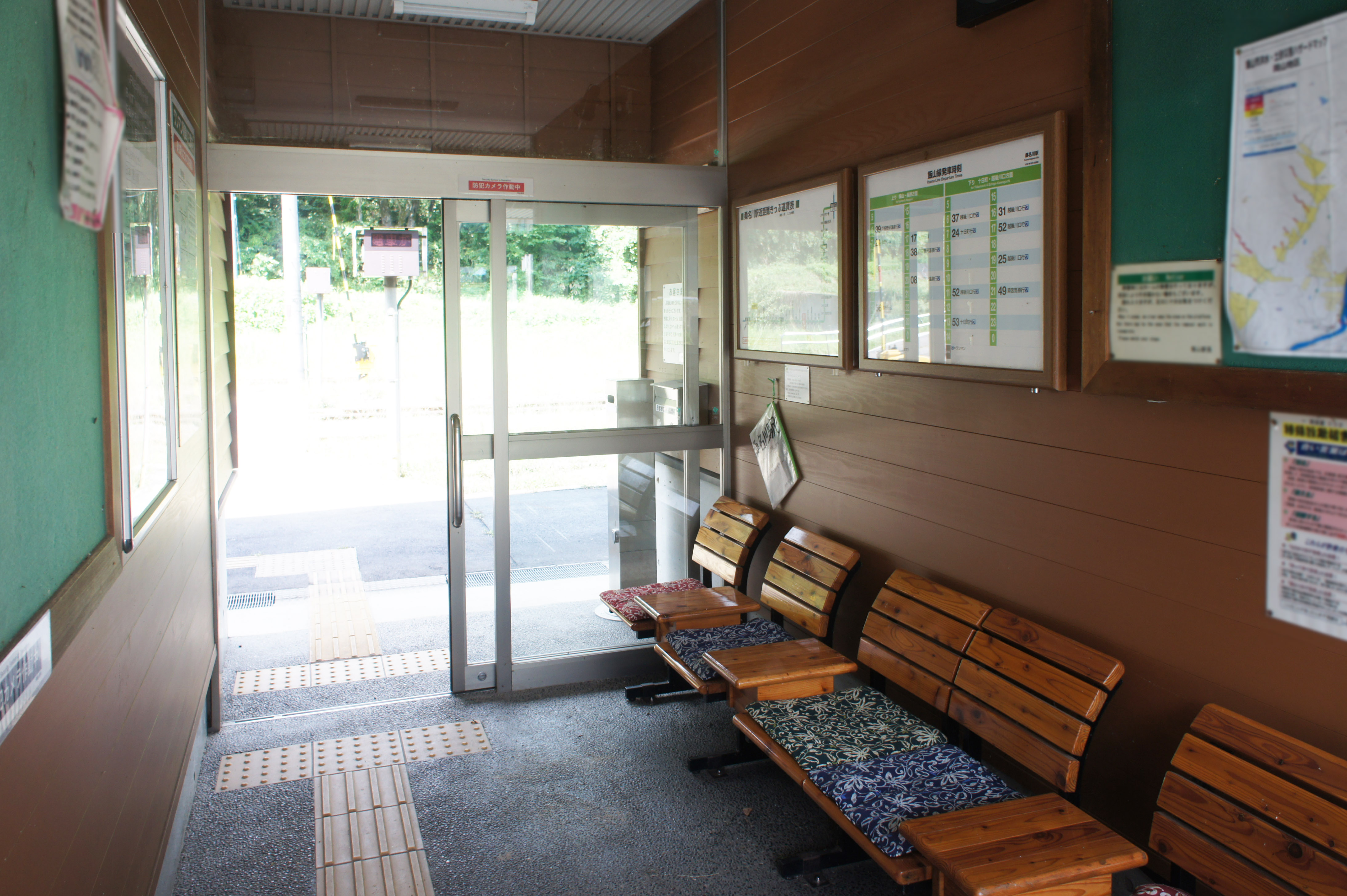
待合室（2021年9月）
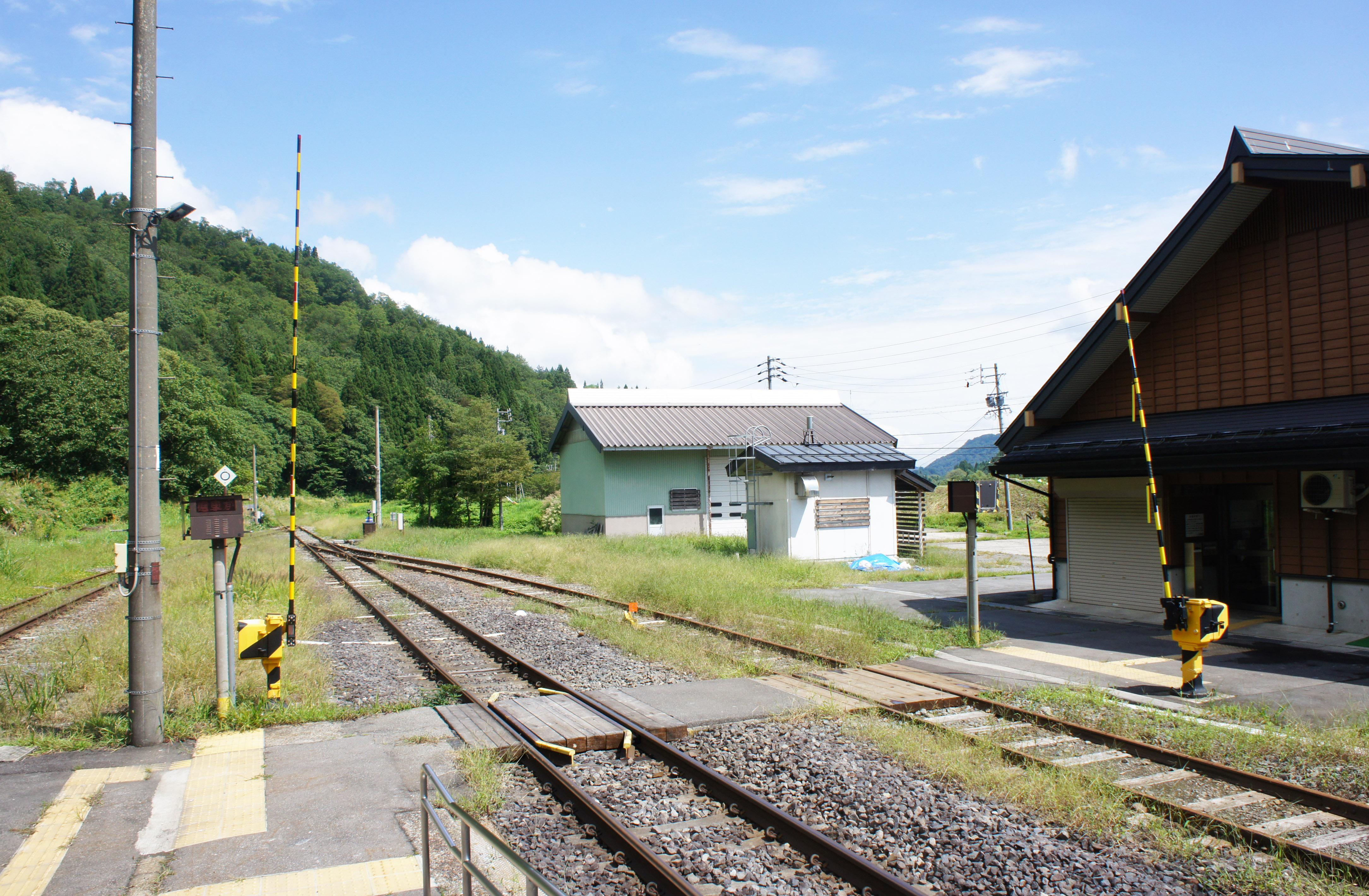
構内踏切（2021年9月）
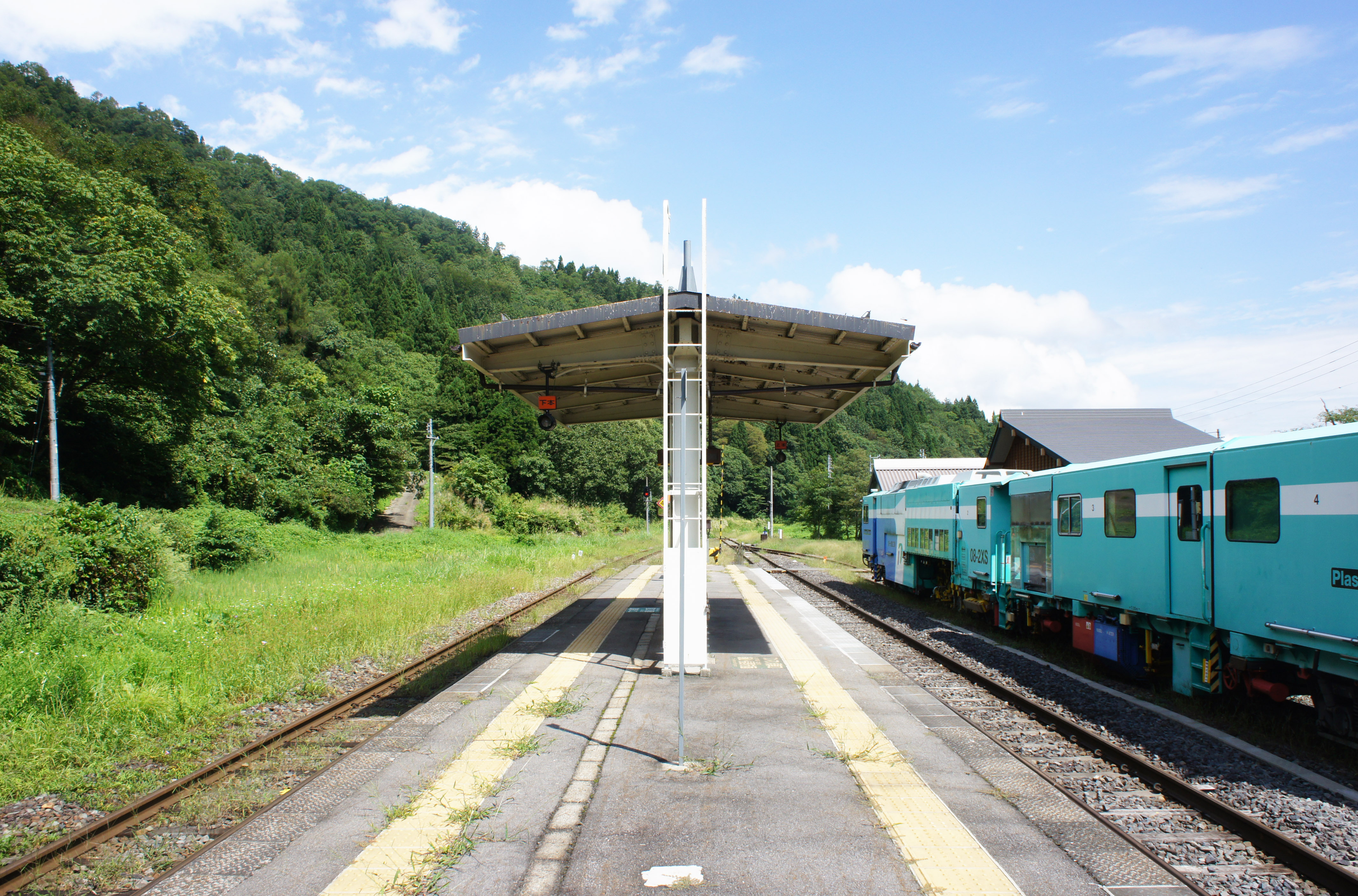
ホーム（2021年9月）

## 利用状況
「長野県統計書」によると、2009年度（平成21年度）- 2011年度（平成23年度）の1日平均乗車人員の推移は以下のとおりであった。
| 乗車人員推移       | 乗車人員推移     | 乗車人員推移 |
| 年度               | 1日平均 乗車人員 | 出典         |
| ------------------ | ---------------- | ------------ |
| 2009年（平成21年） | 14               | [ 2 ]        |
| 2010年（平成22年） | 18               | [ 7 ]        |
| 2011年（平成23年） | 16               | [ 8 ]        |

## 駅周辺
- 千曲川
- 国道403号
- 桑名川郵便局[1]
- モーターランド[1]
- なべくら高原[2]

## 隣の駅
東日本旅客鉄道（JR東日本）
■飯山線
上桑名川駅 - 桑名川駅 - 西大滝駅